# O Currelo (Maceda)
O Currelo es una aldea española situada en la parroquia de Covas, del municipio de Maceda, en la provincia de Orense, Galicia.

## Demografía
La aldea de O Currelo consta en la base de datos del INE y en la del IGE formando parte de la parroquia de La Cuesta. 
| Gráfica de evolución demográfica de O Currelo entre 2000 y 2022 |
|                                                                 |
| Datos según el nomenclátor publicado por el INE.                |